# Ellinoa
Ellinoa (* 16. April 1988 in Étampes als Camille Durand) ist eine französische Jazzmusikerin (Gesang, Komposition) und Orchesterleiterin.

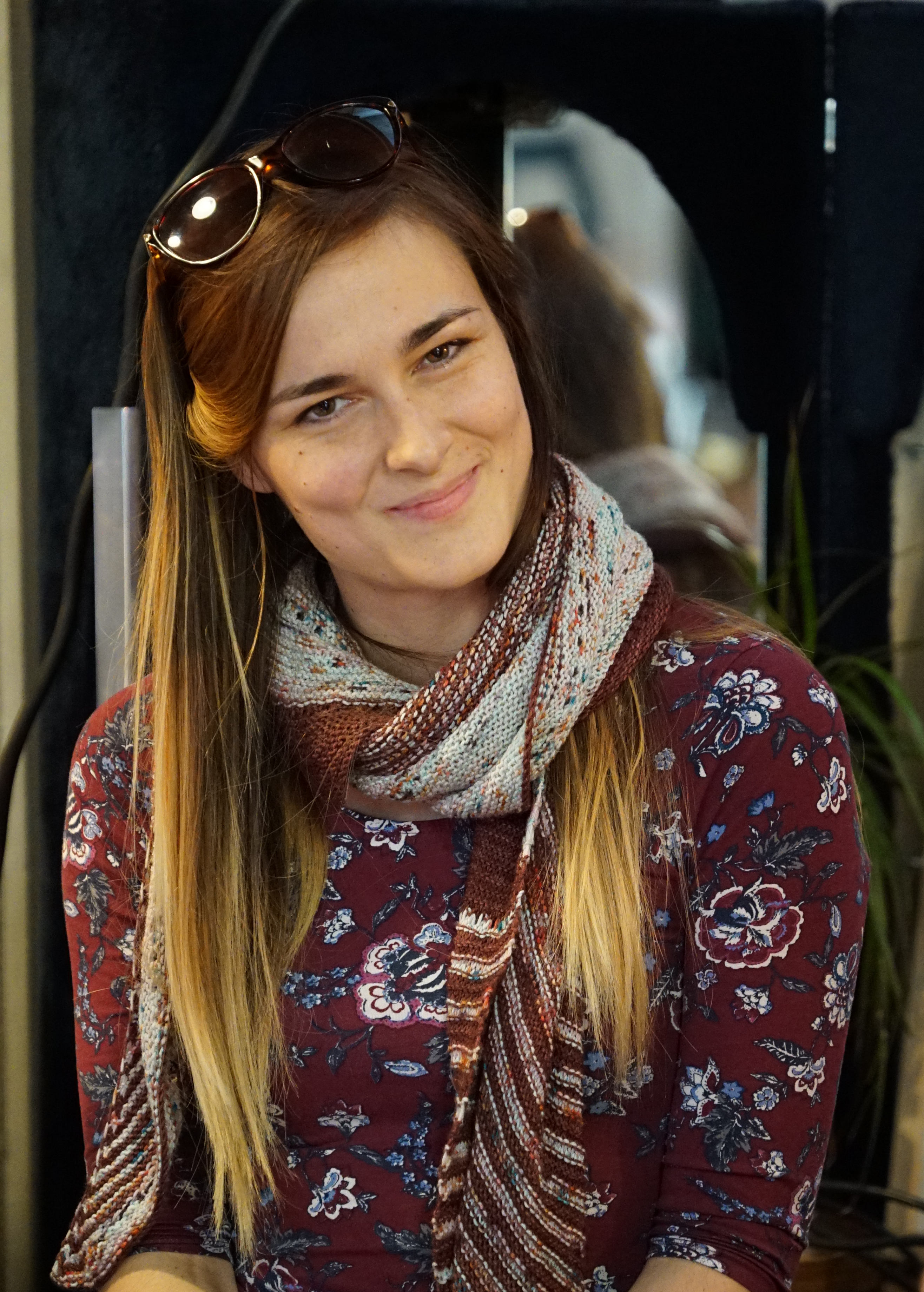
Ellinoa (2018)

## Leben und Wirken
Ellinoa wuchs in einer musikalischen Umgebung auf. Ihre Mutter Brigitte Jacquot ist Chansonsängerin und Gesangslehrerin; sie selbst sang bereits als kleines Kind. Ab dem Alter von 7 Jahren erhielt sie klassischen Klavierunterricht am Konservatorium. Als Teenager hörte sie viel Musik; Pat Metheny brachte sie zum Jazz, der zu ihrem Haupteinfluss wurde. Nach einem naturwissenschaftlichen Abitur mit Auszeichnung studierte sie am Institut d’études politiques de Paris, wo sie 2010 einen Master in europäischen Angelegenheiten erwarb. Sie arbeitete in der Redaktion einer Website über die Europäische Union, um sich nach einem Jahr der Musik zuzuwenden. Sie besuchte das Konservatorium von Bobigny und studierte anschließend am Centre des Musiques Didier Lockwood, wo sie 2014 mit einem Preis für hervorragende Leistungen abschloss.
Ellinoas Debütalbum erschien im April 2014 unter dem Titel Old Fire. Im selben Jahr gewann sie mit ihrer Band den Tremplin beim Jazzfestival Jazz en Baie. 2017 war sie Finalistin beim Crest Jazz Vocal. 2015 kam es zudem zu den ersten Auftritten der von ihr geleiteten Bigband Wanderlust (gleichnamiges Album 2018). Mit dem Wanderlust Orchestra präsentierte sie 2021 das Programm Ville Totale. Auf der Bühne lässt sie zudem Björk in akustischer Form wieder aufleben.
2020 veröffentlichte Ellinoa ihr zweites Album unter eigenem Namen, The Ballad of Ophelia, mit einem Quartett bestehend aus der Bratschistin Olive Perrusson, dem Bassisten Arthur Henn und dem Gitarristen Paul Jarret. Weiterhin singt sie in den Bands Theorem of Joy und Shades. Als Komponistin und Sängerin arbeitete sie mit dem Orchestre National de Jazz zusammen (Rituels 2020), 2021 auch in dessen Interpretation von André Hodeirs Anna Livia Plurabella. Sie ist auch auf Alben von Joachim Govin, Sébastien Jarrousse (New Frequency, Attraction) und Alexis Bajot-Nercessian zu hören.